# Angelo Que
Angelo Que (Manila, 3 december 1978) is een golfprofessional uit de Filipijnen.

## Amateur

#### Gewonnen
- 2001: Philippine Amateur Championship
- 2002: Philippine Amateur Championship

## Professional
In 2003 wordt Que professional en speelt sindsdien op de Aziatische PGA Tour (AT) waar hij inmiddels vijf overwinningen heeft geboekt. Hij speelt nu ook in Europa enkele toernooien die gelieerd zijn aan de Aziatische Tour.

#### Gewonnen
Aziatische Tour
- 2004: Carlsberg Masters Vietnam
- 2008: Philippine Open
- 2010: Worldwide Holdings Selangor Masters

Japanse Tour
- 2018: Top Cup Tokai Classic

Elders
- 2007: Laguna National ASEAN Championship (Singapore)

#### Teams
- Dynasty Cup: 2005 (winnaars)
- World Cup: 2008, 2009 deelname